# 牛頓第二運動定律
本条目中，向量與标量分別用粗體與斜體顯示。例如，位置向量通常用 {\displaystyle \mathbf {r} \,\!} 表示；而其大小則用 {\displaystyle r\,\!} 來表示。
表明，物體所受到的外力等於動量對時間的一階導數(一次微分值)。當物體在運動中質量不變時，牛頓第二定律也可以用質量與加速度的乘積表示。

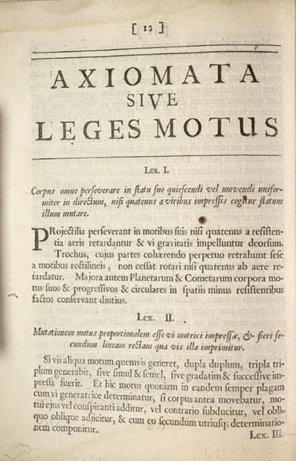
在鉅著《自然哲學的數學原理》1687年版本裏，以拉丁文撰寫的牛頓第一定律及牛頓第二定律

1687年，英國物理學家艾薩克‧牛頓在巨著《自然哲學的數學原理》裏，提出了牛頓運動定律，其中有三條定律，分別為牛顿第一定律、牛顿第二定律與牛顿第三定律。牛頓第二定律又稱為「運動定律」。
牛頓第二定律被譽為經典力學的靈魂。在經典力學裡，它能夠主導千變萬化的物體運動與精彩有序的物理現象。牛頓第二定律的用途極為廣泛，它可以用來設計平穩地聳立於雲端的台北101摩天大廈，也可以用來計算從地球發射火箭登陸月球的運動軌道。
牛顿第二定律是一個涉及到物體運動的理論，根據這定律，任意物體的運動所出現的改變，都是源自於外力的施加於這物體。這理論導致了經典力學的誕生，是科學史的一個里程碑，先前只是描述自然現象的理論不再被採納，取而代之的是這個創立了一種理性的因果關係架構的新理論。實際而言，經典力學的嚴格的因果屬性，對於西方思想與文明的發展，產生了很大的影響。

## 概述
牛頓第二定律表明，施加於物體的外力等於此物體動量的時變率：
{\displaystyle \mathbf {F} ={\frac {\mathrm {d} \mathbf {p} }{\mathrm {d} t}}}；
其中，{\displaystyle \mathbf {p} }是動量，{\displaystyle t}是時間。
由於動量等於質量乘以速度，所以，假若質量不變，則可得到加速度形式的牛頓第二定律，假若質量隨著時間流易而改變，則該系統為可變質量系統，必須將時變質量納入考量，更多內容，請參閱可變質量系統。

### 加速度形式的牛頓第二定律
當運動中的物體質量不變時，牛頓第二定律可以表述為：物體所受到的外力等於質量與加速度的乘積，而加速度与外力同方向。以方程式表達，
{\displaystyle \mathbf {F} =m\mathbf {a} }  ；
其中，{\displaystyle \mathbf {F} } 是外力，{\displaystyle m} 是質量，{\displaystyle \mathbf {a} } 是加速度。
按照第二定律，設定物體的質量不變，則物體的加速度與所受到的外力成正比，設定物體所受到的外力不變，則物體的加速度與質量成反比。
假設施加外力於某物體，則由於該物體的加速度只與外力、質量有關，在任何狀況下，質量不變的物體都會表現出同樣的加速度：
{\displaystyle \mathbf {a} =\mathbf {F} /m}。
- 慣性參考系：若要知道物體在某一時刻的加速度，則必須從某個靜止物體（或呈勻速直線運動的物體）測量物體隨著時間的流易而改變的位移，而在外力為零的前提下，這個靜止物體（或呈勻速直線運動的物體）必須保持運動狀態不變，這意味著必須從慣性參考系來測量整個物理系統。因此，牛頓第二定律已事先假設，物體的加速度是從慣性參考系測量到的數值。[10]
- 質量守恆：經典力學有一個隱藏的假定，即質量守恆，這又被稱為「牛頓第零運動定律」。牛頓並沒有直接地提出這定律。第零運動定律表明，物體的質量守恆，與速度無關，與物體的受力無關．當幾個物體相互作用時，或許會有質量從一個物體轉移到另一個物體，但總質量不變。[11]

- 決定性：牛頓第二定律是一種決定性定律。假定物體的質量、初始位置與初始速度為已知量，則從施加於物體的外力，可以應用牛頓第二定律來計算出物體在其運動軌跡的任意時間的位置與速度。

## 牛頓的論述
《自然哲学的数学原理》的第二定律的原文是：

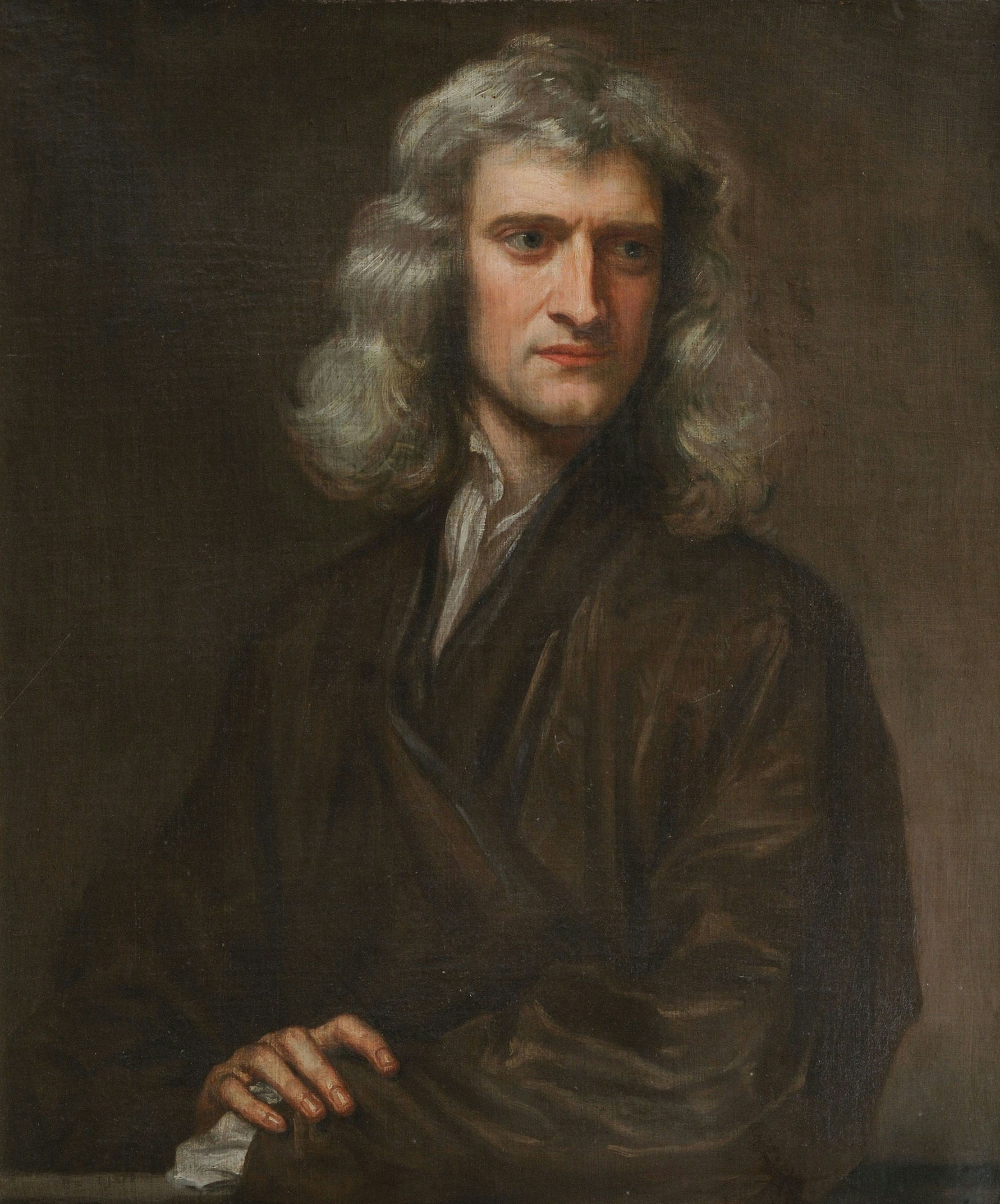
艾薩克·牛頓 （1643–1727）

|  | Mutationem motus proportionalem esse vi motrici impressae, et fieri secundum lineam rectam qua vis illa imprimitur. 英文翻译：The mutation of motion is proportional to the motive force impressed; and to be done according to the straight line in which the force is impressed. 中文翻译：运动的变化成正比于施加的动力，并且（方向）依照力施加的直线方向。 |

原文中的“运动”（拉丁語：motus）指的是动量。
牛頓對於動量與衝量彼此之間的關係的作解釋：「假設施加於物體的衝量造成了物體的動量改變，則雙倍的衝量會造成雙倍的動量改變，三倍的衝量會造成三倍的動量改變，不論衝量是全部同時施加，還是一部分一部分慢慢地施加，所造成的動量改變都一樣。
動量改變與原先動量之間的關係：這動量改變必定與施加的衝量同方向。假設在衝量施加之前，物體已具有某動量，則這動量改變會與原先動量相加或相減，依它們是同方向還是反方向而定，假設動量改變與原先動量呈某角度，則最終動量是兩者按著角度合成的結果。」
牛頓所使用的術語的涵意、他對於第二定律的認知、他想要第二定律如何被眾學者認知、以及牛頓表述與現代表述之間的關係，科學歷史學者對於這些論題都已經做過廣泛地研究與討論。

## 進階論述
任何物理定律都必須具有可证伪性，即必須能夠對於物理定律做實驗證實是否正確。為了要明確牛頓第二定律是否具有可证伪性，必須對於加速度、力與質量做測量。測量加速度很簡單，加速度是速度的時間變率，只要能測得速度改變與時間間隔，則可計算出加速度。然而，怎樣測量力與質量？力與質量的定義為何？怎樣在定義裡給出物理量的量度程序？
在對於質量與力給出定義後，按照這些定義裡的定量描述來測量物體的質量與物體的受力，再加上從觀測物體的運動得到的加速度，就可以很容易地檢試牛頓第二定律的正確性。

### 力的定義
很多常用教科書對於力的定義不盡人意。在大衛·哈勒代與羅伯特·瑞思尼克著作的教科書《基礎物理》裡，力被定義為造成物體加速的作用。類似地，在《大學物理》教科書裡，力也被定義為兩個物體之間或物體與環境之間的作用。但是，它們都沒有對於「作用」給出解釋。保羅·提泊羅在《科學家與工程師的物理》教科書裡，將力定義為造成物體改變速度的影響。那麼，「影響」又是甚麼呢？在道格拉斯·基安可理撰寫的教科書裡，力的定義是可以直覺地被人們體驗為對於物體的「推」或「拉」。可是，作者並未進一步解釋推或拉怎樣改變物體的運動狀態。這些概念性定義都無法對於力這基礎術語用更為基礎的概念來表達。

應用槓桿原理，可以實現對於標準單位力的任意分數倍。如上圖所示，當是的三分之一時，槓桿會呈靜態平衡狀態。

懸掛於兩條特定彈簧的一個物體，正好能夠將這兩條特定彈簧延伸特定距離，則這物體的重量等於兩個標準單位力。

古斯塔夫·基爾霍夫首先提議，將力定義為質量與加速度的乘積。按照這提議，第二定律只是一個數學定義式，而不是自然定律。假若第二定律只是一個數學定義式，則它在物理學裡毫無用處，因為無法從數學定義式對於大自然給出任何預測。整個經典力學會變成一種公理化理論，所有結論都是源自於這個定義，而不是源自於從做實驗推斷出的「自然定律」。實際而言，這提議沒有將在大自然裏各種各樣的力，像彈力、引力、電磁力等，納入考量，它忽略了每一種力的獨特性質，例如，每一種力都有它的物質源。假若要將實際物理引入這公理化理論，則必須檢試對於力的定義所推導出的結果是否符合實際物理，只有符合實際物理的定義才可被採納，換句話說，從對於力的定義所推導出的結果必須符合實驗的檢試，否則不能被採納。

有些學者主張使用操作定義的方法來對於力給出嚴格定義，假設兩條同樣的彈簧被延伸同樣的距離，其各自產生的「彈力」（一種物理現象）相等，則將這兩條彈簧並聯，可以製成兩倍的彈力，又將一物體的兩邊分別連接這兩條彈簧的末端，使彈力方向相反，則作用於物體的合力為零，物體的運動狀態不會改變。為了對於彈力給出定量描述，設定「標準單位力」為某特定彈簧延伸特定距離所產生的彈力。稱這特定彈簧為「標準彈簧」。任意整數倍的標準單位力都可以用幾條標準彈簧所組成的系統來實現，對於標準單位力的任意分數倍，可以應用阿基米德的槓桿原理來實現。彈簧系統可以用來做測量實驗，對於任意力做比較，給出它的測量值。例如，假設懸掛於兩條標準彈簧的一個物體，正好能夠將這兩條標準彈簧延伸特定距離，則這物體的重量等於兩個標準單位力。

### 質量的定義
雖然質量在物理學教育裡佔有中心地位，人們並不很清楚質量的概念，很多教科書對於質量的定義也不甚令人滿意，它們都有一些重大瑕疵。這些定義所涉及到的困難，大部分出現於將經典描述融入現代描述的後果之中，而且清楚地在相對論、量子色動力學、強相互作用理論等等現代理論裡顯現出來。

#### 物質數量
有一種可以追溯到中世紀的定義將質量設定為物體內部所含有的物質數量。這也是牛頓在他的巨著《自然哲學的數學原理》裡對於質量給出的定義，按照這定義，質量可以從物體的密度與體積乘積求得。德國物理學者恩斯特·馬赫對這定義給出嚴厲批評，他認為這定義觸犯了循環推理，因為密度的定義是每單位體積的質量。
從測量的角度來看，牛頓並沒有給出任何測量密度的方法，所以，也沒有給出測量質量的方法。牛頓不能對於質量與密度同時給出定義，因此，質量並未被嚴格定義。但是，牛頓的想法並不是這樣，他把物體視為由很多微小的基本粒子均勻組成的聚集體，他認為這聚集體的結構是更為基礎的概念，在計算物體的質量時，他會數算物體的小粒子數量，這數量乘以每個基本粒子的質量就是物體的質量。因此，只要設定某參考物體S的質量為標準質量，這參考物體S可以是石頭、金塊或鐵塊．那麼，n個物體S的質量必定是這標準單位質量的n倍。

#### 慣性質量
另一種定義是基於慣性的概念。在這定義裡，質量被用來量度物體對於改變它的運動狀態的抗拒能力。因此被稱為「慣性質量」。然而，不管這定義是如何真確，它並沒有給出量度質量的方法，人們無法直接估算物體的質量數值，因此，這定義似乎更像是一種形而上學定義。
回溯在經典力學裡，假設使用一條先前論述的標準彈簧，施加一個標準單位力{\displaystyle \mathbf {F} _{0}}於某物體，則可從測量這物體隨著時間流易而呈現出的速度，估算出這物體的加速度，標記其為{\displaystyle \mathbf {a} _{0}}。繼續做實驗，假設施加兩個標準單位力{\displaystyle 2\mathbf {F} _{0}}於這物體，則可從測得這物體的加速度為{\displaystyle 2\mathbf {a} _{0}}。類似地做實驗，施加彈力{\displaystyle \mathbf {F} }於這物體，然後測量這物體的加速度{\displaystyle \mathbf {a} }，可以得到力與加速度彼此之間的關係式：
{\displaystyle \mathbf {F} =k\mathbf {a} }；
其中，{\displaystyle k}是比例常數。
辨識這比例常數為慣性質量，則可察覺這關係式就是牛頓第二定律的方程式。

#### 馬赫的質量定義
由於上述兩種概念性定義的種種缺點，學者們常會使用操作性定義來給出定量描述，這種定義追溯至恩斯特·馬赫對於質量定義的原創研究。馬赫的定義只使用到運動學概念，完全不需涉及到力的概念。
假設在宇宙裡的兩個物體A、B離其它物體非常遙遠，因此這兩個物體可以被視為處於一個孤立系統。從某個慣性系統觀察，這兩個物體因相互影響而使得他們各自呈現的加速度分別為{\displaystyle \mathbf {a} _{AB}}、{\displaystyle \mathbf {a} _{BA}}。從所有完成的關於這類系統的實驗總結，它們的加速度的方向相反，而比率可以用「加速度比率公式」來表達為
{\displaystyle {\frac {a_{AB}}{a_{BA}}}=k_{BA}}；
其中，{\displaystyle k_{BA}}是標量常數。
標量常數{\displaystyle k_{BA}}的恆定不變可以被視為力學的一條基礎定律，其為從做實驗獲得的結果。馬赫特別為此提出「實驗命題」：在實驗物理學設定的狀況下，兩個物體引發對方沿著彼此連線各自呈現相反的加速度方向，而加速度的比率為常數，並且與物體的物理狀態無關。
設想另一個物體C，由於物體C與A、C與B彼此之間的相互作用，按照第一實驗命題，
{\displaystyle {\frac {\mathbf {a} _{AC}}{-\mathbf {a} _{CA}}}=k_{CA}}、
{\displaystyle {\frac {\mathbf {a} _{BC}}{-\mathbf {a} _{CB}}}=k_{CB}}。
從做多個實驗獲得的另一個重要結果可以用「標量常數公式」來表達為
{\displaystyle {\frac {k_{CA}}{k_{BA}}}=k_{CB}}。
因此，可以得到關係式
{\displaystyle K_{BA}\mathbf {a} _{BC}=-K_{CA}\mathbf {a} _{CB}}。
這關係式顯示出，選擇物體A為標準物體，那麼，每一個其它物體都會伴隨著一個常數，任何與該物體相互作用的物體都無法改變這常數。常數{\displaystyle K_{BA}}可以被稱為物體B的質量，相對於物體A。由於物體A是參考物體，常數{\displaystyle K_{BA}}可以被簡稱為物體B的質量{\displaystyle m_{B}}。這樣，關係式可以被改寫為「質量-加速度關係式」
{\displaystyle m_{B}\mathbf {a} _{BC}=-m_{C}\mathbf {a} _{CB}}。
這質量定義的適用範圍很廣泛，例如，當兩個物體A、B被連結於一條理想彈簧的兩端時，它們彼此之間的相互作用為彈力，先將彈簧壓縮，然後放鬆，從測量它們因此動作而出現的加速度，可以按照加速度比率公式計算出標量常數{\displaystyle k_{BA}}。再舉一個例子，當兩個物體A、B在進行克卜勒二體運動時，它們彼此之間的相互作用為引力，從測量它們進行軌道運動時的加速度，可以計算出標量常數{\displaystyle k_{BA}}。對於這些案例，前面列出的加速度比率公式與標量常數公式都成立。這質量定義能夠給出一種用來比較質量的方法，其為這樣做質量定義的重要目的。
注意到質量-加速度關係式展示出，當兩個物體相互作用時，兩個粒子的質量與加速度大小的乘積相等，並且這乘積與兩個物體的相對位置、相對速度或時間有關。將力定義為質量與加速度大小的乘積：
{\displaystyle \mathbf {F} _{CB}{\stackrel {def}{=}}m_{C}\mathbf {a} _{CB}}。
這就是牛頓第二定律。
將力的定義式代入質量-加速度關係式，就可以得到牛頓第三定律：當兩個物體交互作用時，彼此施加於對方的力，其大小相等、方向相反，
{\displaystyle \mathbf {F} _{BC}=-\mathbf {F} _{CB}}。

## 實驗驗證
1983年，莫德采·米爾格若姆提出的修正牛頓動力學理論表明，由於星系自轉問題，即被觀測到的在星系裡恆星的速度大於牛頓力學的預測速度，牛頓萬有引力定律或牛頓第二定律可能需要修正。除了暗物質理論以外，修正牛頓動力學理論也可以用來解釋星系自轉問題。 這理論的適用區域大約在加速度為{\displaystyle a_{0}\approx 2\times 10^{-10}\;\mathrm {m/s^{2}} }的數量級。為了符合天文物理學數據，這理論將牛頓第二定律修改為
{\displaystyle \mathbf {F} =m\mathbf {a} \ \mu (a/a_{0})}；
其中，{\displaystyle \mu (a/a_{0})}是個函數，其符合以下兩個條件：
- 當{\displaystyle a\gg a_{0}}時，{\displaystyle \mu (a/a_{0})\to 1}。
- 當{\displaystyle a\ll a_{0}}時，{\displaystyle \mu (a/a_{0})\to 0}。

一般而言，在各種物理案例中，很少會遇到這麼微小的加速度，然而，假若修正牛頓動力學理論確實被證實，則整個經典力學與廣義相對論都需要被修改。因此，驗證修正牛頓動力學理論是很重要的實驗研究論題。
1986年，使用干涉儀測量擺質量的加速度對於時變電場的響應，物理學者證實，在加速度為{\displaystyle 3\times 10^{-11}\;\mathrm {m/s^{2}} }的狀況下，牛頓第二定律仍舊有效。2007年，使用扭擺來表現對於時變電場的響應，實驗證實，在加速度為{\displaystyle 5\times 10^{-14}\;\mathrm {m/s^{2}} }的狀況下，牛頓第二定律正確無誤。2011年，物理學者做實驗測量微波共振器對於引力作用的響應，但並未在加速度為{\displaystyle 10^{-10}\;\mathrm {m/s^{2}} }的狀況下找到任何偏差。2014年，使用紐秤來量度引力引起的加速度，物理學者在加速度為{\displaystyle 10^{-12}\;\mathrm {m/s^{2}} }的狀況下仍未發現任何偏差。

## 衝量
假設施加外力 {\displaystyle \mathbf {F} } 於某物體的時間有 {\displaystyle \Delta t} 那麼久，則這等於施加衝量 {\displaystyle \mathbf {J} } 於此物體：
{\displaystyle \mathbf {J} =\int _{\Delta t}\mathbf {F} \,\mathrm {d} t} 。
根據現代的第二定律，
{\displaystyle \mathbf {F} =m\mathbf {a} } 。
經過 {\displaystyle \Delta t} ，假定質量不變，動量 {\displaystyle \mathbf {p} } 的改變為
{\displaystyle \Delta \mathbf {p} =m\Delta \mathbf {v} =m\int _{\Delta t}\mathbf {a} \,\mathrm {d} t=\int _{\Delta t}\mathbf {F} \,\mathrm {d} t} 。
所以，衝量與動量之間的關係式為
{\displaystyle \mathbf {J} =\Delta \mathbf {p} } 。
這就是原版第二定律。
衝量的概念時常被用來分析碰撞與撞擊問題。

## 可變質量系統
火箭的燃料經過燃燒以後，會產生高溫高壓氣體，經過加速排氣到外界，就可以推動火箭前進。第二定律不能直接應用於這種可變質量系統。基本而言，第二定律只能應用於單獨粒子（或理想化為粒子的物體），其質量守恆。對於多粒子系統案例，必需將第二定律加以延伸為
{\displaystyle \mathbf {F} _{\mathrm {ext} }={\frac {\mathrm {d} \mathbf {p} }{\mathrm {d} t}}={\frac {\mathrm {d} }{\mathrm {d} t}}(M\mathbf {v} _{\mathrm {cm} })} ；
其中，{\displaystyle \mathbf {F} _{\mathrm {ext} }} 是施加於系統的淨外力，{\displaystyle \mathbf {p} } 是系統的動量，{\displaystyle M} 是系統的總質量，{\displaystyle \mathbf {v} _{\mathrm {cm} }} 是系統質心的速度。
假設淨外力{\displaystyle \mathbf {F} _{\mathrm {ext} }}為零，則動量守恆，即最初動量{\displaystyle \mathbf {p} _{i}}等於最終動量{\displaystyle \mathbf {p} _{f}}：
{\displaystyle \mathbf {p} _{i}=\mathbf {p} _{f}}。
假設在時間在時間{\displaystyle t}與{\displaystyle t+\mathrm {d} t}之間，火箭的質量從{\displaystyle m}變為{\displaystyle m+\mathrm {d} m}，即質量為{\displaystyle -\mathrm {d} m}的燃料被燃燒與排出，燃料排出時的速度為{\displaystyle \mathbf {U} }，火箭的速度從{\displaystyle \mathbf {v} }變為{\displaystyle \mathbf {v} +\mathrm {d} \mathbf {v} }，那麼，動量守恆方程可以寫為
{\displaystyle m\mathbf {v} =(m+\mathrm {d} m)(\mathbf {v} +\mathrm {d} \mathbf {v} )-\mathbf {U} \mathrm {d} m}。
注意到火箭速度{\displaystyle \mathbf {v} }與燃料速度{\displaystyle \mathbf {U} }都是從發射台參考系觀測到的速度。那麼，相對於火箭參考系．燃料排出的相對速度{\displaystyle \mathbf {v} _{rel}}為
{\displaystyle \mathbf {v} _{rel}=\mathbf {U} -\mathbf {v} -\mathrm {d} \mathbf {v} }。
經過一番運算，可以得到
{\displaystyle \mathbf {v} _{rel}{\frac {\mathrm {d} m}{\mathrm {d} t}}=m{\mathrm {d} \mathbf {v}  \over \mathrm {d} t}}。
對於像火箭一類的可變質量系統，必需將第二定律的方程式添加一個項目，這項目專門計算進入或離開火箭的質量所帶有的動量：
{\displaystyle \mathbf {F} _{ext}+\mathbf {v} _{rel}{\frac {\mathrm {d} m}{\mathrm {d} t}}=m{\mathrm {d} \mathbf {v}  \over \mathrm {d} t}}；
其中，{\displaystyle \mathbf {F} _{ext}} 是施加於火箭的外力，例如地球施加於火箭的重力。
火箭的推力定義為
{\displaystyle \mathbf {F} _{t}\ {\stackrel {def}{=}}\ \mathbf {v} _{rel}{\frac {\mathrm {d} m}{\mathrm {d} t}}} 。
將這定義式代入，可以得到
{\displaystyle \mathbf {F} =m\mathbf {a} }
其中，{\displaystyle \mathbf {F} =\mathbf {F} _{ext}+\mathbf {F} _{t}} 是外力與推力的向量和。

## 參閱
- 伊萨克·牛顿
- 牛頓運動定律
  - 牛頓第一運動定律
  - 牛頓第二運動定律
  - 牛頓第三運動定律
- 物理学定律列表